# Athanis
Athanis von Syrakus (auch Athanas) war ein antiker griechischer Geschichtsschreiber. Er stammte aus Syrakus und lebte im 4. Jahrhundert v. Chr. 
Athanis zählte in den Jahren 357/56 und 356/55 v. Chr. zu den „Vorstehern“ des Demos. Er setzte das Werk des Philistos fort und verfasste insgesamt dreizehn Bücher über die weitere Geschichte Dionysios’ II., die Expedition Dions sowie die Ereignisse um Timoleon mindestens bis zu dessen Rücktritt 337/36. Von Athanis' Werk sind lediglich Fragmente erhalten.

## Textausgaben
- Die Fragmente der griechischen Historiker, Nr. 562.